# Mandla

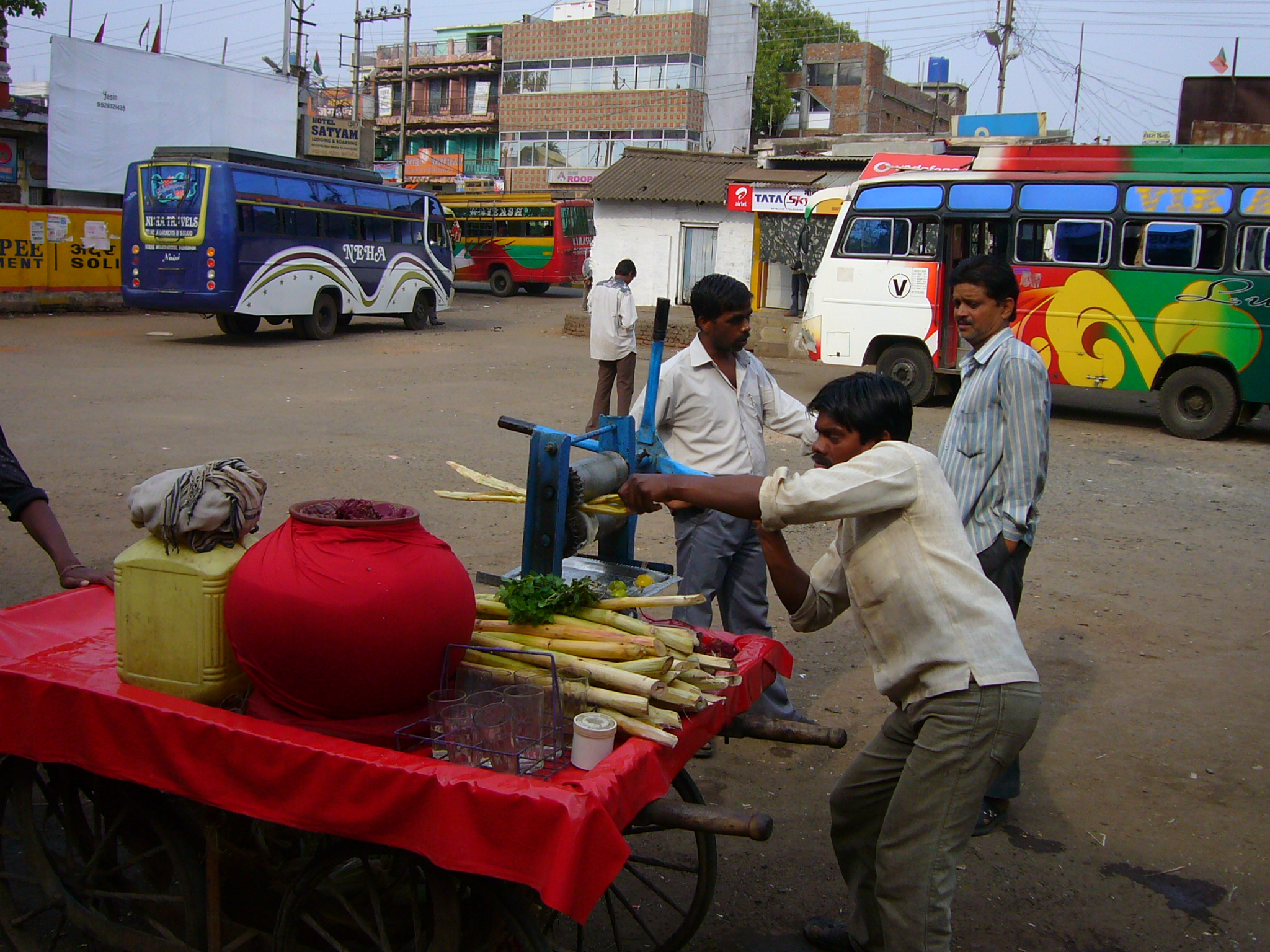
Gata i Mandla.

Mandla är en stad i den indiska delstaten Madhya Pradesh, och är huvudort i ett distrikt med samma namn. Staden ligger vid floden Narmada och hade 49 463 invånare vid folkräkningen 2011, med förorter 71 579 invånare.